# Sönam Gjamccho
Sönam Gjamccho (1543–1588) byl 1. tibetským dalajlámou.
Sönam Gjamccho byl vůbec prvním dalajlamou, který užíval tento titul. Obdržel jej v roce 1578 od mongolského knížete Altan-chána. Dalaj znamená mimo jiné „oceán“ a lama „učitel“. Ve volném překladu tak dalajalama znamená „Oceán moudrosti“.